# Lainsitzniederung

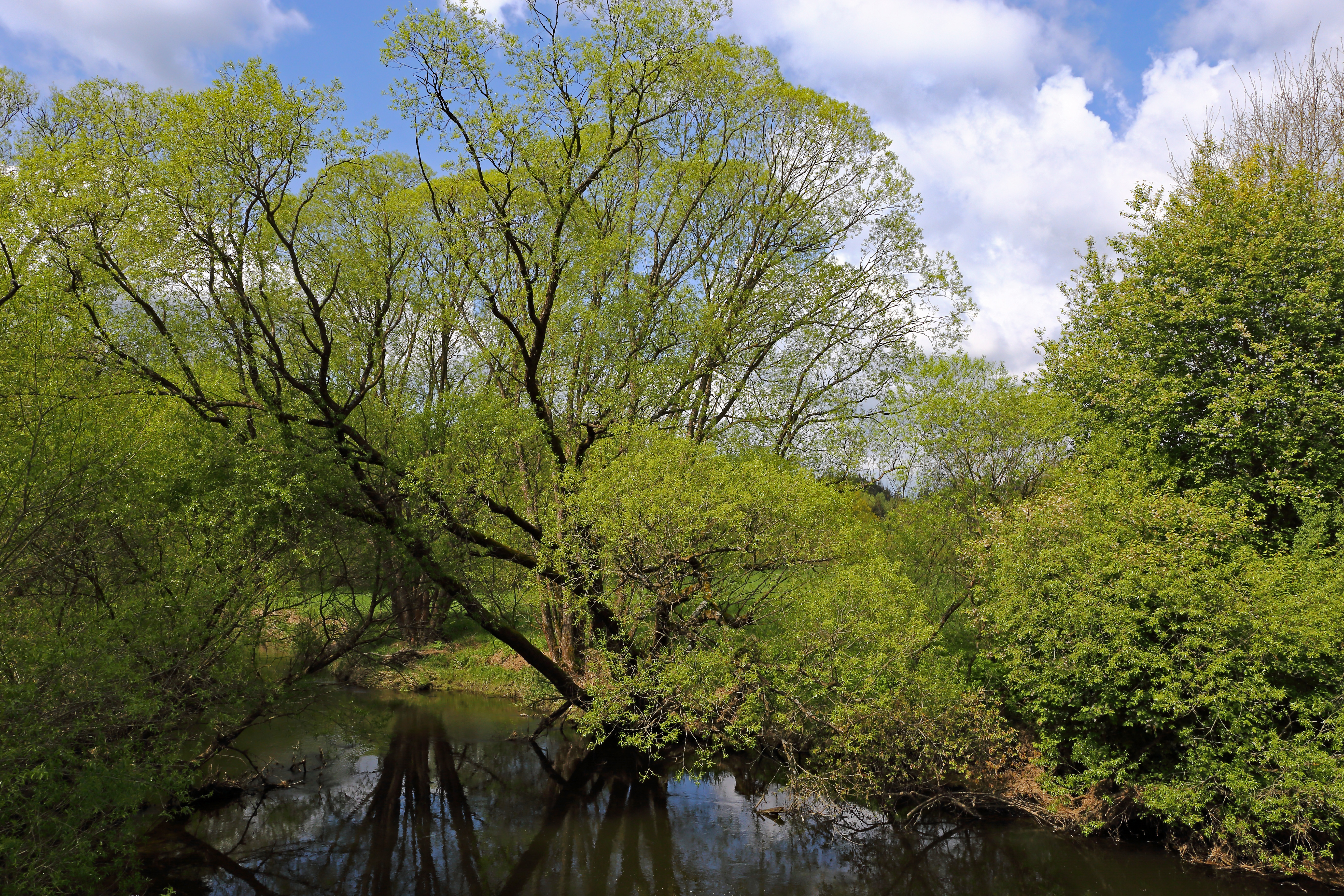
Naturschutzgebiet Lainsitzniederung bei Breitensee

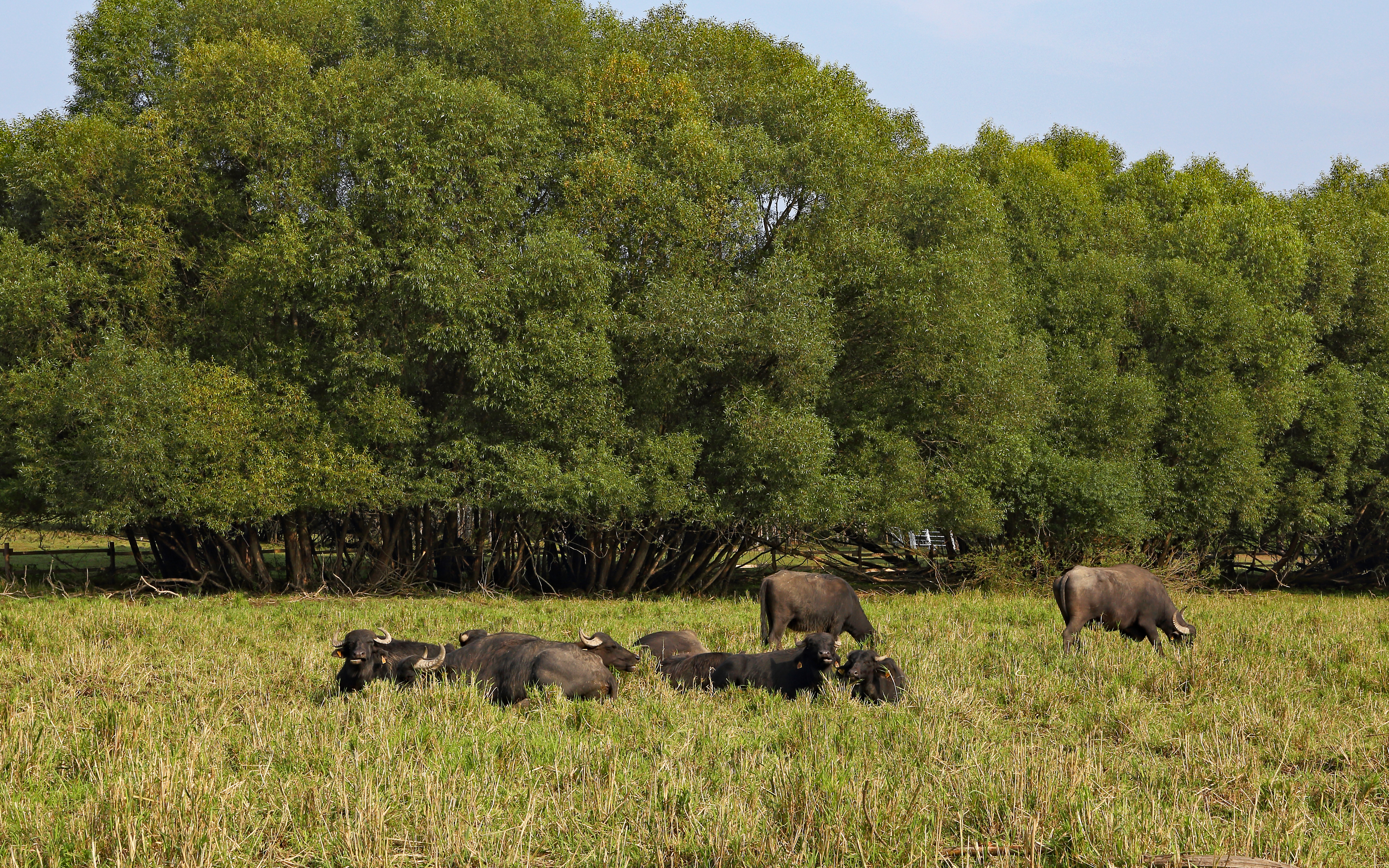
Wasserbüffel in der Lainsitzniederung

Die Lainsitzniederung ist eine im Norden an Gmünd angrenzende Wiesenlandschaft an der Lainsitz, die aus weiten, offenen und sehr feuchten Flächen besteht.
Dieses Gebiet wurde wegen der häufig vorkommenden Überschwemmungen kaum genutzt und steht seit 2017 unter Naturschutz.
Die Lainsitzniederung bestand am Ende der letzten Kaltzeit aus einem großen See, der den südöstlichen Abschluss des Wittingauer Beckens bildete, die auch als Senke von Gmünd bekannt ist. Die Überreste des ehemaligen Seebodens finden sich heute im sogenannten Wasserfeld, das damit einzigartige Bedingungen für Fauna und Flora bietet. Besonders für die Vogelwelt ist die Lainsitzniederung ein Nahrungs- und Brutplatz sowie ein beliebter Rast- und Sammelplatz für Zugvögel, darunter auch für zahlreiche bedrohte Vogelarten. In den Wiesen der Lainsitzniederung lebt beispielsweise eine kleine Population des Wachtelkönigs, die mit der Wachtelkönig-Population im Freiwald in Verbindung steht.
Einen innovativen Ansatz zu Erhaltung des Feuchtwiesenkomplexes bietet der Einsatz von Wasserbüffeln. Mit den Büffeln, die zwischen April bis Oktober die Flächen der Lainsitzniederung beweiden, wird eine nachhaltige Stabilisierung des Ökosystems erreicht, wofür das Projekt der Stadt Gmünd im Jahr 2018 zum Siegerprojekt von "Blühendes Österreich" gewählt wurde.